# París-Niça 1933

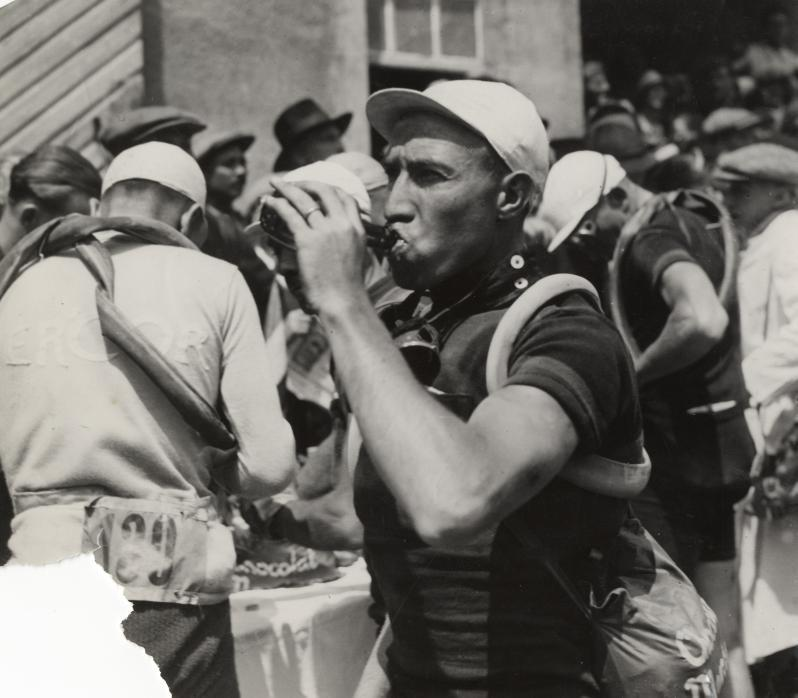
Alfons Schepers, vencedor de la 1a edició de la París-Niça, bevent aigua al Tour de França de 1933.

La París-Niça 1933 fou la 1a edició de la París-Niça. La cursa es va disputar entre el 14 i el 19 de març de 1933 i fou guanyada pel belga Alphonse Schepers, de l'equip La Française, per davant dels individuals Louis Hardiquest i Benoit Fauré.
El mallot de líder era blau amb una banda transversal daurada per a representar el cel, el mar i el sol de la Costa Blava.

## Participants
En aquesta edició de la París-Niça hi prengueren part 144 corredors que rebien 40 francs cada dia. 109 ho feien de forma individual i els altres 35 dintre dels equips Alcyon, La Française, Dilecta, Genial-Lucifer i Oscar Egg. La prova l'acabaren 66 corredors.

## Resultats de les etapes
| Etapes   | Data       | Recorregut       | Km     | Vencedor d'etapa         | Líder de la general |
| -------- | ---------- | ---------------- | ------ | ------------------------ | ------------------- |
| 1a etapa | 14 de març | París-Dijon      | 312 km | Alphonse Schepers        | Alphonse Schepers   |
| 2a etapa | 15 de març | Dijon-Lió        | 198 km | Jean Aerts               | Alphonse Schepers   |
| 3a etapa | 16 de març | Lió-Avignon      | 222 km | Bernard Van Rysselberghe | Alphonse Schepers   |
| 4a etapa | 17 de març | Avignon-Marsella | 204 km | Georges Speicher         | Alphonse Schepers   |
| 5a etapa | 18 de març | Marsella-Canes   | 209 km | Fernand Cornez           | Alphonse Schepers   |
| 6a etapa | 19 de març | Canes-Niça       | 110 km | Francesco Camusso        | Alphonse Schepers   |

## Etapes

### 1a etapa
14-03-1933. París-Dijon, 312 km.
Sortida neutralitzada al Café Rozes de la Place d'Italie de París a les 4 de la matinada. Sortida real al Carrefour de la Bélle Épine de Villejuif.
|   | Ciclista          | Equip        | Temps      |
| - | ----------------- | ------------ | ---------- |
| 1 | Alphonse Schepers | La Française | 8h 48' 50" |
| 2 | Benoit Faure      | Individual   | m. t.      |
| 3 | Albert Barthélémy | Individual   | m. t.      |

### 2a etapa
15-03-1933. Dijon-Lió, 198 km.
El fora de control va ser del 12% en lloc del 10% de la resta de la prova per l'alta mitjana de l'etapa: 38,076 km/h.
|   | Ciclista          | Equip        | Temps       |
| - | ----------------- | ------------ | ----------- |
| 1 | Jean Aerts        | Alcyon       | 5 h 12' 00" |
| 2 | Alphonse Schepers | La Française | m. t.       |
| 3 | Albert Barthélémy | Individual   | m. t.       |

### 3a etapa
16-03-1933. Lió-Avignon, 222 km.
|   | Ciclista                 | Equip        | Temps      |
| - | ------------------------ | ------------ | ---------- |
| 1 | Bernard Van Rysselberghe | Dilecta      | 6h 40' 47" |
| 2 | Alphonse Schepers        | La Française | m. t.      |
| 3 | Alfons Deloor            | Dilecta      | m. t.      |

### 4a etapa
17-03-1933. Avignon-Marsella, 204 km.
No prenen la sortida Vicente Trueba, Giuseppe Martano, Joseph Mauclair i Georg Antenen. Es puja el col Esterel. Speicher i Merviel s'escapen en el seu descens per jugar-se l'etapa entre ells.
|   | Ciclista         | Equip          | Temps      |
| - | ---------------- | -------------- | ---------- |
| 1 | Georges Speicher | Alcyon         | 6h 49' 27" |
| 2 | Jules Merviel    | Individual     | m. t.      |
| 3 | Joseph Demuysere | Genial-Lucifer | + 1' 07"   |

### 5a etapa
18-03-1933. Marsella-Canes, 209 km.
|   | Ciclista          | Equip        | Temps      |
| - | ----------------- | ------------ | ---------- |
| 1 | Fernand Cornez    | Oscar Egg    | 6h 45' 05" |
| 2 | Alphonse Schepers | La Française | m. t.      |
| 3 | Gaston Rebry      | Individual   | m. t.      |

### 6a etapa
19-03-1933. Canes-Niça, 110 km.
Els corredors pujaren el Mont Agel, La Turbie i Éze. L'arribada estava situada en el Moll dels Estats Units. El Col de la Turbie va ser obstruït per dos autocars que només deixaven espai lliure pel pas dels corredors. En aquesta pujada és on Camusso s'escapa definitivament per guanyar l'etapa.
|   | Ciclista          | Equip      | Temps      |
| - | ----------------- | ---------- | ---------- |
| 1 | Francesco Camusso | Individual | 3h 28' 00" |
| 2 | Jean Aerts        | Alcyon     | +1' 30"    |
| 3 | Max Bulla         | Oscar Egg  | m. t.      |

## Classificacions finals

### Classificació general
|    | Ciclista           | Equip            | Temps       |
| -- | ------------------ | ---------------- | ----------- |
| 1  | Alphonse Schepers  | La Française     | 37h 48' 07" |
| 2  | Louis Hardiquest   | Individual       | + 2' 30"    |
| 3  | Benoit Faure       | Individual       | + 3' 13"    |
| 4  | Alfons Deloor      | Dilecta          | + 3' 24"    |
| 5  | Georges Speicher   | Alcyon           | + 3' 40"    |
| 6  | Francesco Camusso  | Individual       | + 5' 10"    |
| 7  | Jean Aerts         | Alcyon           | + 5' 47"    |
| 8  | Raymond Louviot    | Genial - Lucifer | + 6' 33"    |
| 9  | René Bernard       | Individual       | + 7' 27"    |
| 10 | Maurice Archambaud | Alcyon           | + 7' 58"    |

## Evolució de les classificacions
| Etapa    | Vencedor                 | Classificació general |
| -------- | ------------------------ | --------------------- |
| 0Etapa 1 | Alphonse Schepers        | Alphonse Schepers     |
| 0Etapa 2 | Jean Aerts               | Alphonse Schepers     |
| 0Etapa 3 | Bernard Van Rysselberghe | Alphonse Schepers     |
| 0Etapa 4 | Georges Speicher         | Alphonse Schepers     |
| 0Etapa 5 | Fernand Cornez           | Alphonse Schepers     |
| 0Etapa 6 | Francesco Camusso        | Alphonse Schepers     |